# Mikumi nationalpark

Mikumi nationalpark  ligger i  centrala Tanzania cirka 290 km väster om Dar es-Salaam längs huvudleden till Iringa i distrikten Kilosa och Morogoro. Vilket gör den till en av de mest lättillgängliga parkerna i landet. Nationalparken är 3230 km2 stor, den fjärde största i Tanzania, efter Ruaha nationalpark, Serengeti nationalpark och Katavi nationalpark. Tillsammans med Selous viltreservat, som är Östafrikas största reservat och gränsar till Mikumi, bildar de båda områdena ett vidsträckt ekosystem.

## Historia
Parken inrättades 1964, och var då 1165 km2, men utökades 1975 till sin nuvarande storlek.
Parken har fått sitt namn efter byn Mikumi som ligger på parkens västra gräns vid vägen mot Iringa. Mikumi  betyder palmyrapalm på det lokala bantuspråket vidunda.

## Djurliv
I den norra delen av parken, Mkataflodens slättland, är savann och bjuder på savanndjur som giraff, afrikanska elefanter, flodhäst, babian, afrikansk buffel, eland, gnu, konzi, impala, lejon och leopard Där finns ibland även den starkt hotade afrikanska vildhunden
I den södra delen av parken som ligger i gränslandet mellan akacieskog och miomboskog finns ovanligare arter som sabelantilop och större kudu.

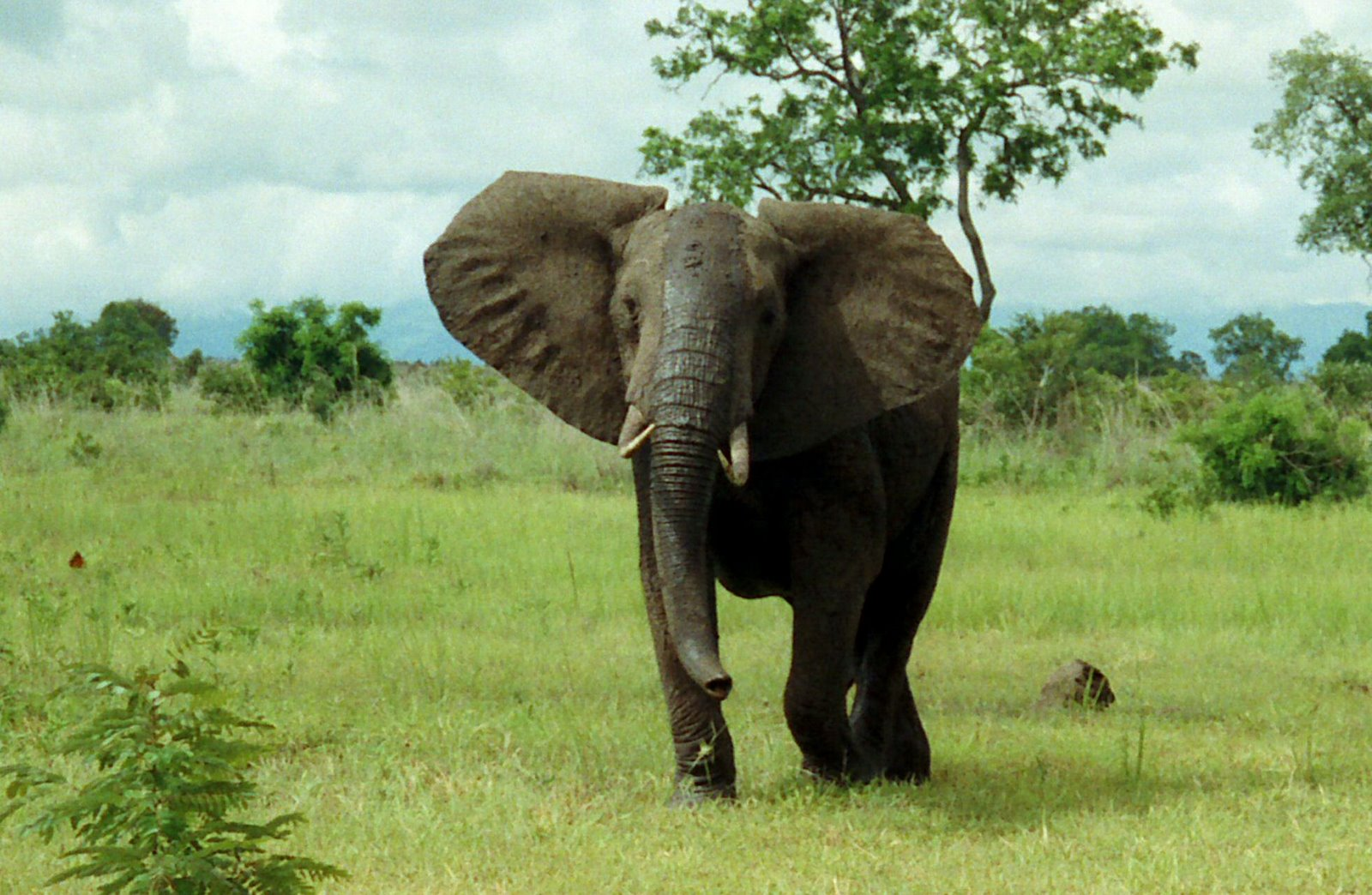
Elefant
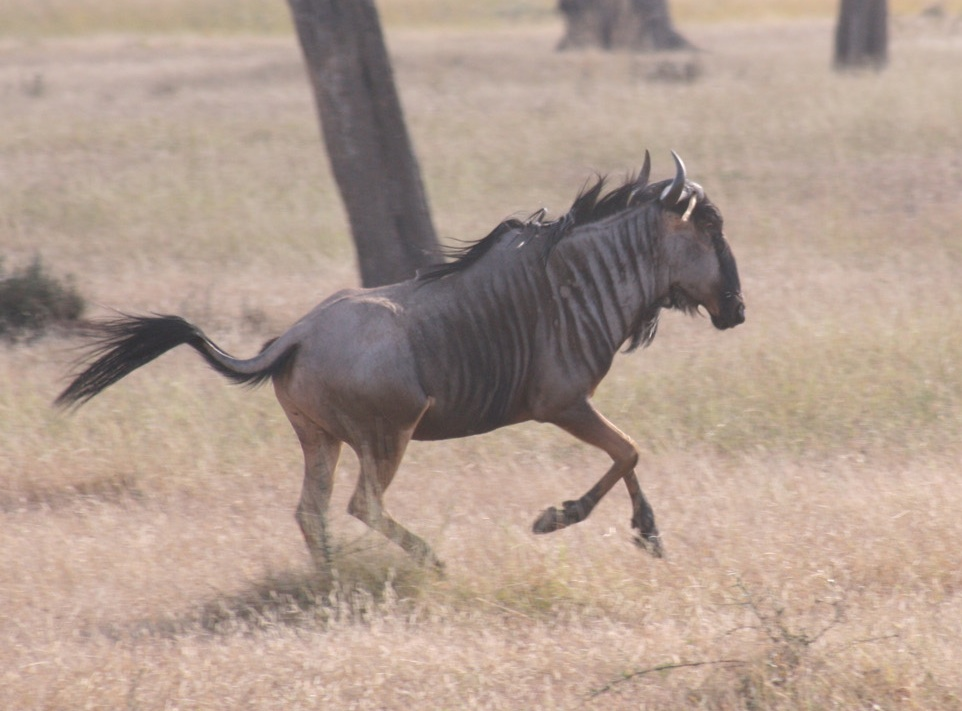
Strimmig gnu på språng
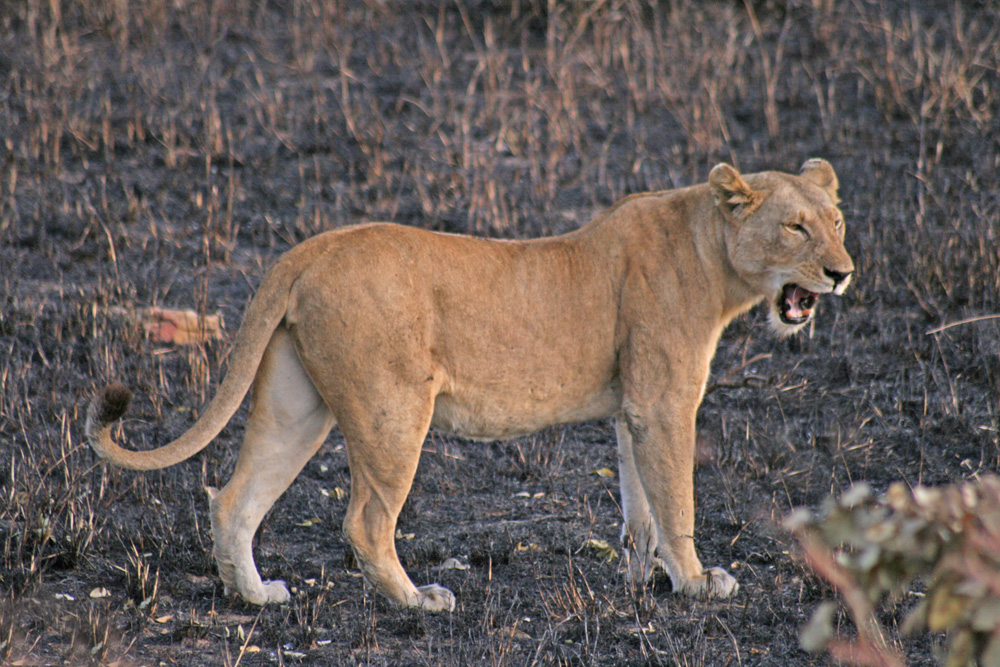
Gäspande lejon

Över 400 fågelarter har siktats i parken, däribland lilabröstad blåkråka, gulstrupig piplärka  och gycklarörn.

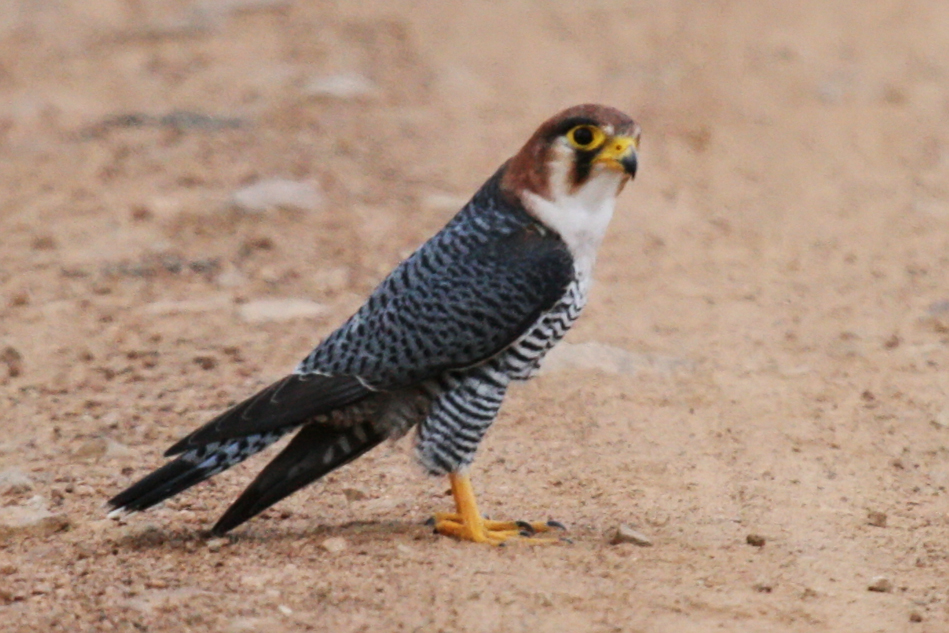
Rödhuvad falk
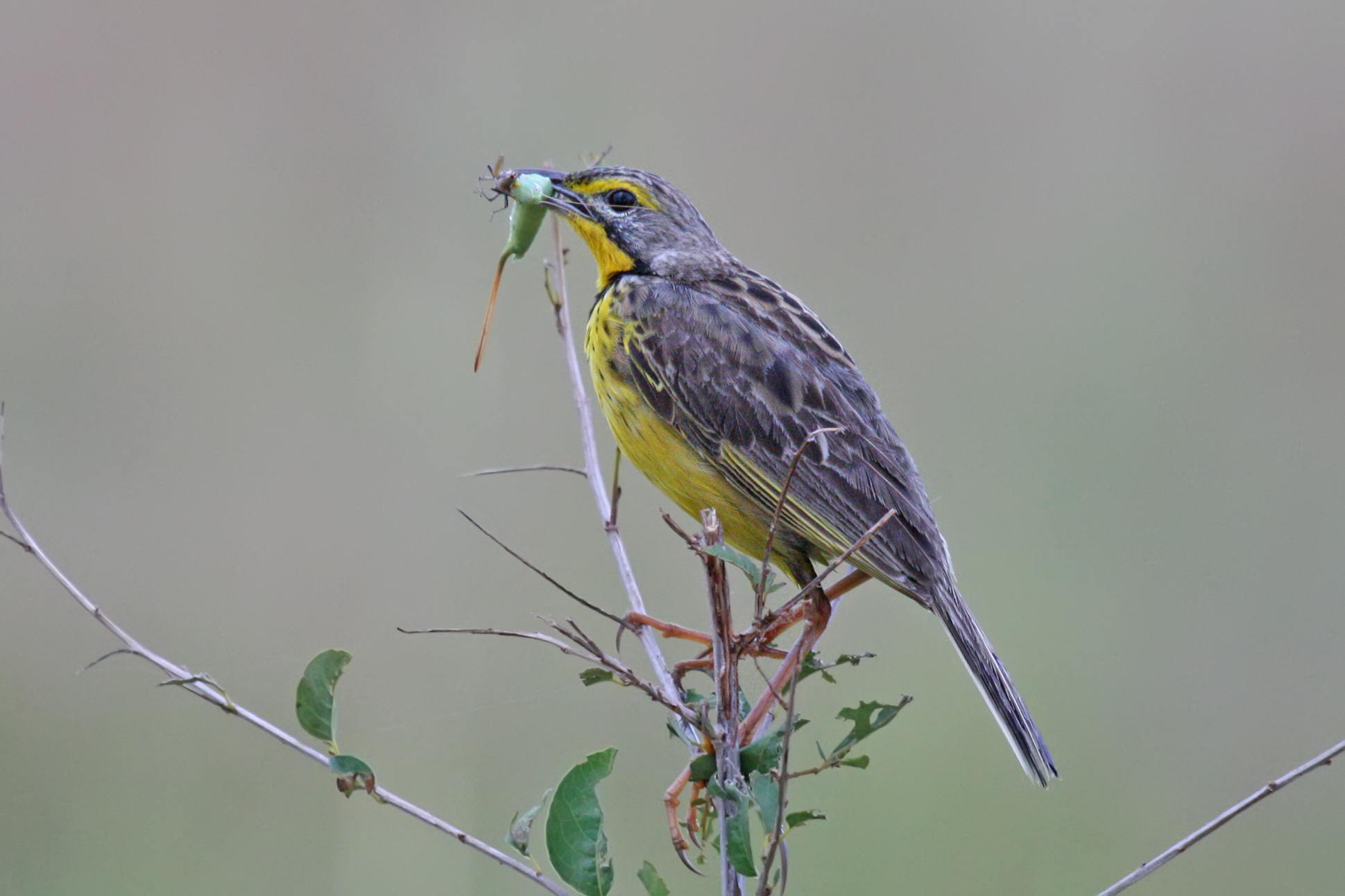
Gulstrupig piplärka

## Säsong
Parken är tillgänglig året om, men bästa tiden är under torrperioden från juli till oktober när vägarna är som bäst. Stora delar av parken består av svartjord som gör väglaget besvärligt vid regn.  Även under januari och februari är det relativt lite regn vilket gör parken frodigare. 

## Kommunikationer
Parken nås med en 290 km lång bilresa västerut från Dar es Salaam. Bilresan tar 4 timmar och den asfalterade huvudvägen mot Zambia som går genom parken. Det går också att chartra från Dar es Salaam, Arusha och Selous och bussar går från Dar es Salaam till parkens högkvarter.